# Kunovat
Il Kunovat (in russo  Куноват?) è un fiume della Russia siberiana nordoccidentale, affluente di destra dell'Ob'. Scorre nel Šuryškarskij rajon del Circondario autonomo Jamalo-Nenec.

## Descrizione
Il Kunovat ha origine tra i laghi e le paludi del bassopiano della Siberia occidentale, scorre dapprima con direzione settentrionale, prendendo successivamente una direzione mediamente occidentale. Poco prima della foce entra nel poco profondo lago Kunovatskij Sor (озеро Куноватский Сор) e confluisce poi nell'Ob' nel suo basso corso, presso l'insediamento di Lopchari (Лопхари), 511 km a monte dalla sua foce nel golfo dell'Ob'. 
Oltre all'insediamento di Lopchari (che tradotto dalla lingua chanti significa "il luogo in cui sono fatti i remi"), lungo il medio corso si trova il villaggio di Sangymgort (Сангымгорт).
La lunghezza del Kunovat è di 362 km. L'area del suo bacino è di 12 300 km². La larghezza del fiume nella parte inferiore raggiunge i 200 m.
Nel bacino del fiume sono compresi circa 550 corsi d'acqua, gli affluenti maggiori sono: Logas'ëgan, Ajëgan, Toit'ëgan, provenienti dalla destra idrografica.
Similmente a tutti i fiumi della regione, anche il Kunovat ha un regime caratterizzato da magre invernali e di inizio primavera (il mese con la portata minore è marzo), seguito da abbondanti piene a inizio estate (giugno è il mese nel quale viene scaricata la maggiore quantità d'acqua). Il fiume è gelato, mediamente, da fine ottobre alla seconda metà di maggio.
Nel bacino del fiume si trova la riserva naturale statale «Kunovackij» il cui territorio è stato incluso nell'elenco delle zone umide di importanza internazionale.